# (1135) Colchis
(1135) Colchis est un astéroïde de la ceinture principale, découvert le 3 octobre 1929 par l'astronome soviétique/russe Grigori Néouïmine depuis l'observatoire de Simeiz.
Sa désignation provisoire était 1929 TA.
Son nom est une référence à la région de Colchide au bord de la Mer Noire.

## Compléments